# Gold (連結器)
在軟體工程中，gold是ELF檔案的链接器。其在2008年3月成為官方GNU軟體包並被加入至GNU Binutils中，第一次釋出是在binutils 2.19中。gold是由Ian Lance Taylor與Google的一個小團隊開發的。編寫gold的動機是要製作一個比GNU連結器更快的連結器，特別是對於使用C++編寫的大型应用程序。
與GNU連結器不同，gold並不會使用BFD函式庫來處理目的檔。雖然這限制了其只能處理ELF的目的檔格式，但其也聲稱可以在沒有額外抽象層的情況下有更清晰且更快的實作。作者提到了完全移除BFD作為從頭開發新連結器而非逐步改進GNU連結器的原因。這個重寫也修復了舊的ld的一些Bug，這些Bug以各種小問題破壞ELF檔案。
要在Makefile中指定gold，可以將LD或LD环境变量設定為ld.gold。要透過編譯器選項指定gold，可以使用GCC選項-fuse-ld=gold。
Fedora已將gold從binutils移轉到自己的軟體包中，因為擔心在Google的興趣轉移到LLVM後會有软件腐败的問題。

## 外部連結
- Ian Lance Taylor. . 2007-08-22  [2020-04-28]. （原始内容存档于2022-03-09）.
- Edge, Jake. . LWN.net. 2008-03-26  [2020-04-28]. （原始内容存档于2022-03-21）.
- . LLVM.   [2021-08-14]. （原始内容存档于2022-04-22）.
- Coutant, Cary.  (PDF). Linux Foundation Collaboration Summit. 2012-04-05  [2021-08-14]. （原始内容 (PDF)存档于2022-04-08）.
- . 2012 Linux Foundation Collaboration Summit. 2012-04-11  [2021-08-14]. （原始内容存档于2017-02-02）.